# Вулиця Зимова (Львів)
Вулиця Зимова — вулиця у Шевченківському районі міста Львова, в місцевості Голоско. Пролягає від вулиці Варшавської до залізниці. Прилучаються вулиці Зимова Долішня та Тунельна.

## Історія та забудова
Вулиця виникла на початку XX століття у складі передміського селища Голоско Велике та у 1930 році отримала офіційну назву Лукомського, на честь польського релігійного діяча Станіслава Костки Лукомського. У 1934 році її перейменували на вулицю Костецького, на честь львівського (українського і польського) журналіста, поета, громадського діяча Платона Костецького. Сучасна назва вулиця Зимова походить від 1950 року.
Забудована приватними одно- та двоповерховими будинками у стилі конструктивізму 1930-х років, двоповерховими будинками барачного типу 1950-х років, сучасними садибами.